# Kraftwerk Sädva
Das Kraftwerk Sädva ist ein Wasserkraftwerk in der Gemeinde Arjeplog, Provinz Norrbottens län, Schweden, das am Skellefte älv liegt. Es ging 1985 in Betrieb. Das Kraftwerk ist im Besitz von Skellefteå Kraft und wird auch von Skellefteå Kraft betrieben.

## Absperrbauwerk
Das Absperrbauwerk ist ein Steinschüttdamm mit einer Höhe von 32 m, der am Abfluss des Sees Sädvajaure in den See Hornavan liegt. Der Damm besteht aus einem 210 m langen Hauptdamm, an den sich auf der linken Seite ein 410 m langer Nebendamm anschließt. Die Hochwasserentlastung befindet sich auf der rechten Seite des Hauptdamms.
Das minimale Stauziel liegt bei 460,7 m, das maximale bei 477 m über dem Meeresspiegel. Der See Sädvajaure erstreckt sich über eine Fläche von 40 km² und fasst 600 (bzw. 605) Mio. m³ Wasser.
Vom Staudamm führt ein 1600 m langer Tunnel zum südöstlich gelegenen unterirdischen Kraftwerk.

## Kraftwerk
Das Kraftwerk ging 1985 in Betrieb. Es verfügt mit einer Francis-Turbine über eine installierte Leistung von 30 (bzw. 31 oder 33,5) MW. Die durchschnittliche Jahreserzeugung liegt bei 117 (bzw. 119 oder 124) Mio. kWh.
Die Turbine wurde von Kværner geliefert. Sie leistet 33,5 MW; ihre Nenndrehzahl liegt bei 187,5 Umdrehungen pro Minute. Die Fallhöhe beträgt 45 (bzw. 50 oder 51) m bzw. liegt zwischen 28,7 und 45 m. Der maximale Durchfluss liegt bei 70 m³/s; die mittlere Wasserführung beträgt beim Kraftwerk Sädva 34,5 m³/s.